# Női 200 méteres pillangóúszás a 2009-es úszó-világbajnokságon
A női 200 méteres pillangóúszás versenyt a 2009-es úszó-világbajnokságon július 29-én és 30-án rendezték meg. Előbb a selejtezőt és az elődöntőt, másnap a döntőt.

## Rekordok
|                    | Név                | Nemzetiség    | Idő     | Helyszín | Dátum               |
| ------------------ | ------------------ | ------------- | ------- | -------- | ------------------- |
| Világcsúcs         | Liu Zige           | Kína          | 2:04.18 | Peking   | 2008. augusztus 14. |
| Világbajnoki csúcs | Otylia Jędrzejczak | Lengyelország | 2:05.61 | Montréal | 2005. július 28.    |

## Érmesek
| Arany                          | Ezüst           | Bronz                         |
| Ausztrália · Jessicah Schipper | Kína · Liu Zige | Magyarország · Hosszú Katinka |

## Eredmény

### Selejtező
| Helyezés | Úszók                            | Nemzetiség | Idő     | Selejtező | Pálya | Megj. |
| -------- | -------------------------------- | ---------- | ------- | --------- | ----- | ----- |
| 1        | Mary DeScenza                    | USA        | 2:04.14 | 4         | 3     | WR    |
| 2        | Jessicah Schipper                | AUS        | 2:05.50 | 4         | 4     |       |
| 3        | Hosszú Katinka                   | HUN        | 2:06.21 | 6         | 6     | NR    |
| 4        | Samantha Hamill                  | AUS        | 2:06.32 | 4         | 6     |       |
| 5        | Annika Mehlhorn                  | GER        | 2:06.45 | 5         | 1     | NR    |
| 6        | Aurore Mongel                    | FRA        | 2:06.66 | 5         | 5     |       |
| 7        | Audrey Lacroix                   | CAN        | 2:06.67 | 5         | 2     | NR    |
| 8        | Jiao Liuyang                     | CHN        | 2:07.01 | 5         | 4     |       |
| 9        | Yui MIyamoto                     | JPN        | 2:07.13 | 5         | 6     |       |
| 10       | Ellen Gandy                      | GBR        | 2:07.33 | 6         | 4     |       |
| 11       | Kathleen Hersey                  | USA        | 2:07.34 | 6         | 3     |       |
| 12       | Liu Zige                         | CHN        | 2:07.55 | 5         | 3     |       |
| 13       | Caterina Giacchetti              | ITA        | 2:07.84 | 6         | 5     |       |
| 14       | Micha Kathrine Østergaard Jensen | DEN        | 2:08.54 | 6         | 2     |       |
| 15       | Magali Rousseau                  | FRA        | 2:08.57 | 6         | 7     |       |
| 16       | Jakabos Zsuzsanna                | HUN        | 2:08.63 | 1         | 8     |       |
| 17       | Mirela Olczak                    | POL        | 2:08.72 | 6         | 0     |       |
| 18       | Tanya Hunks                      | CAN        | 2:09.42 | 4         | 8     |       |
| 19       | Francesca Segat                  | ITA        | 2:09.54 | 4         | 7     |       |
| 20       | Joanna Maranhão                  | BRA        | 2:09.55 | 4         | 1     | SA    |
| 21       | Jana Martinova                   | RUS        | 2:09.80 | 4         | 0     |       |
| 22       | Petra Granlund                   | SWE        | 2:09.87 | 5         | 7     |       |
| 23       | Rita Medrano                     | MEX        | 2:10.29 | 5         | 9     | NR    |
| 24       | Jessica Dickons                  | GBR        | 2:10.32 | 4         | 2     |       |
| 25       | Martina van Berkel               | SUI        | 2:11.41 | 5         | 0     |       |
| 26       | Mireia Belmonte García           | ESP        | 2:11.55 | 4         | 5     |       |
| 27       | Martina Granström                | SWE        | 2:11.65 | 6         | 8     |       |
| 28       | Katheryn Meaklim                 | RSA        | 2:11.75 | 6         | 1     |       |
| 29       | Yang Chin-Kuei                   | TPE        | 2:12.90 | 3         | 4     |       |
| 30       | Gráinne Murphy                   | IRL        | 2:13.66 | 3         | 3     |       |
| 31       | Emilia Pikkarainen               | FIN        | 2:13.77 | 4         | 9     |       |
| 32       | Tetyana Hala                     | UKR        | 2:13.98 | 6         | 9     |       |
| 33       | Yumisleisy Morales Mendoza       | CUB        | 2:14.00 | 3         | 7     |       |
| 34       | Paula Zukowska                   | POL        | 2:14.09 | 3         | 5     |       |
| 35       | Barbora Zavadova                 | CZE        | 2:14.83 | 3         | 8     |       |
| 36       | Lim Shu En Lynette               | SIN        | 2:15.82 | 2         | 2     |       |
| 37       | Nina Dittrich                    | AUT        | 2:15.95 | 5         | 8     |       |
| 38       | Erica Cirila Totten              | PHI        | 2:16.13 | 3         | 9     |       |
| 39       | Yasemin Rosenberger              | TUR        | 2:16.24 | 3         | 2     |       |
| 40       | Kristina Bernice Lennox          | PUR        | 2:17.56 | 3         | 1     |       |
| 41       | Maida Turnadzic                  | BIH        | 2:18.09 | 3         | 6     |       |
| 42       | Eliana Barrios                   | VEN        | 2:18.14 | 3         | 0     |       |
| 43       | Simona Muccioli                  | SMR        | 2:19.84 | 2         | 4     |       |
| 44       | Ting Sheng-Yo                    | TPE        | 2:21.05 | 1         | 4     |       |
| 45       | Koh Ting Ting                    | SIN        | 2:21.31 | 2         | 5     |       |
| 46       | Maria Coy                        | GUA        | 2:21.37 | 2         | 3     |       |
| 47       | Laura lucia Paz Chavez           | HON        | 2:21.47 | 2         | 9     |       |
| 48       | Aiste Dobrovolskaite             | LTU        | 2:22.48 | 2         | 0     |       |
| 49       | Karrakchou Lilia                 | MAR        | 2:23.32 | 2         | 8     |       |
| 50       | Davina Mangion                   | MLT        | 2:24.39 | 1         | 6     |       |
| 51       | Vandita Dhariyal                 | IND        | 2:25.07 | 1         | 2     |       |
| 52       | Pooja Raghava Alva               | IND        | 2:25.08 | 1         | 3     |       |
| 53       | Ana Euceda Gutierrez             | HON        | 2:25.51 | 1         | 5     |       |
| 54       | Ramond Sherazad                  | MAR        | 2:26.69 | 2         | 1     |       |
| 55       | Daniela Reyes Hinrichsen         | CHI        | 2:27.49 | 2         | 7     |       |
| 56       | Miniruwani Samarakoon            | SRI        | 2:39.21 | 1         | 7     |       |
| 57       | Tieri Erasito                    | FIJ        | 2:45.20 | 1         | 1     |       |

### Elődöntő

#### Első elődöntő
| Helyezés | Úszók                            | Nemzetiség | Idő     | Pálya | Megj. |
| -------- | -------------------------------- | ---------- | ------- | ----- | ----- |
| 1        | Jessicah Schipper                | AUS        | 2:04.87 | 4     | OC    |
| 2        | Jiao Liuyang                     | CHN        | 2:04.96 | 6     |       |
| 3        | Aurore Mongel                    | FRA        | 2:05.09 | 3     | NR    |
| 4        | Liu Zige                         | CHN        | 2:05.29 | 7     |       |
| 5        | Samantha Hamill                  | AUS        | 2:05.99 | 5     |       |
| 6        | Micha Kathrine Østergaard Jensen | DEN        | 2:07.44 | 1     | NR    |
| 7        | Jakabos Zsuzsanna                | HUN        | 2:08.34 | 8     |       |
| 8        | Ellen Gandy                      | GBR        | 2:08.55 | 2     |       |

#### Második elődöntő
| Helyezés | Úszók               | Nemzetiség | Idő     | Pálya | Megj. |
| -------- | ------------------- | ---------- | ------- | ----- | ----- |
| 1        | Hosszú Katinka      | HUN        | 2:04.27 | 5     | ER    |
| 2        | Mary DeScenza       | USA        | 2:04.33 | 4     | NR    |
| 3        | Audrey Lacroix      | CAN        | 2:06.85 | 6     |       |
| 4        | Kathleen Hersey     | USA        | 2:06.89 | 7     |       |
| 5        | Annika Mehlhorn     | GER        | 2:07.43 | 3     |       |
| 6        | Caterina Giacchetti | ITA        | 2:07.59 | 1     |       |
| 7        | Yui Miyamoto        | JPN        | 2:08.13 | 2     |       |
| 8        | Magali Rousseau     | FRA        | 2:08.94 | 8     |       |

### Döntő
| Helyezés  | Úszók             | Nemzetiség | Idő     | Pálya | Megj. |
| --------- | ----------------- | ---------- | ------- | ----- | ----- |
| Aranyérem | Jessicah Schipper | AUS        | 2:03.41 | 3     | WR    |
| Ezüstérem | Liu Zige          | CHN        | 2:03.90 | 7     | AS    |
| Bronzérem | Hosszú Katinka    | HUN        | 2:04.28 | 4     |       |
| 4         | Mary Descenza     | USA        | 2:04.41 | 5     |       |
| 5         | Jiao Liuyang      | CHN        | 2:04.50 | 6     |       |
| 6         | Aurore Mongel     | FRA        | 2:05.48 | 2     |       |
| 7         | Audrey Lacroix    | CAN        | 2:05.95 | 8     | NR    |
| 8         | Samantha Hamill   | AUS        | 2:06.11 | 1     |       |